# دنيس كوفي
دنيس كوفي (بالإنجليزية: Dennis Coffey)‏ هو منتج أسطوانات وعازف قيثارة أمريكي، ولد في 11 نوفمبر 1940 في ديترويت في الولايات المتحدة.

## وصلات خارجية
- دنيس كوفي على موقع IMDb (الإنجليزية)
- دنيس كوفي على موقع ميوزك برينز (الإنجليزية)
- دنيس كوفي على موقع أول ميوزيك (الإنجليزية)
- دنيس كوفي على موقع ديسكوغز (الإنجليزية)
- دنيس كوفي على موقع قاعدة بيانات الفيلم (الإنجليزية)